# Companyia del Ferrocarril d'Olot a Girona
La Companyia del Ferrocarril d'Olot a Girona tingué l'explotació del ferrocarril de Girona a Olot, que es clausurà el 1969.
Actualment la companyia encara existeix i es dedica al transport en general amb autobusos. El seu domicili social al C/ Sardenya nº16, C.P.17007 de Girona (Catalunya).

## Cronologia

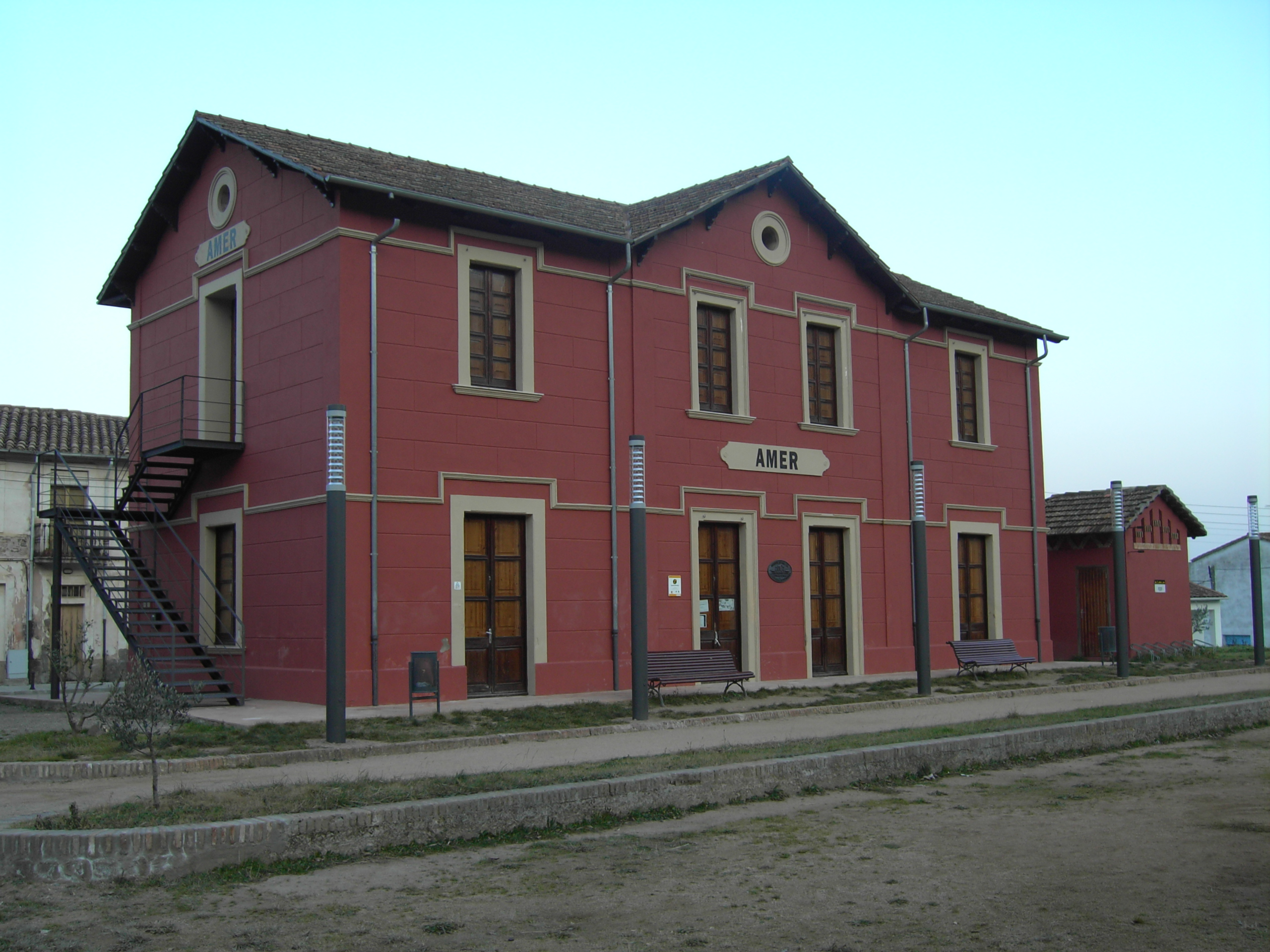
Antiga estació d'Amer

- El 21 de maig de 1891 es va fundar a Londres The Olot & Gerona Railway Company Ltd[2][3]
- El 13 de novembre de 1895 S'inaugurà el tram entre Amer i Salt (22 KM).[3]
- 1898 S'inaugurà el tram entre Salt i Girona (2 KM).[3]
- El 15 de maig de 1900 s'inaugurà el tram entre Amer i Planes d'Hostoles.[3]
- El 10 de gener de 1902 S'inaugurà el tram entre Planes d'Hostoles i Sant Feliu de Pallerols.[3]

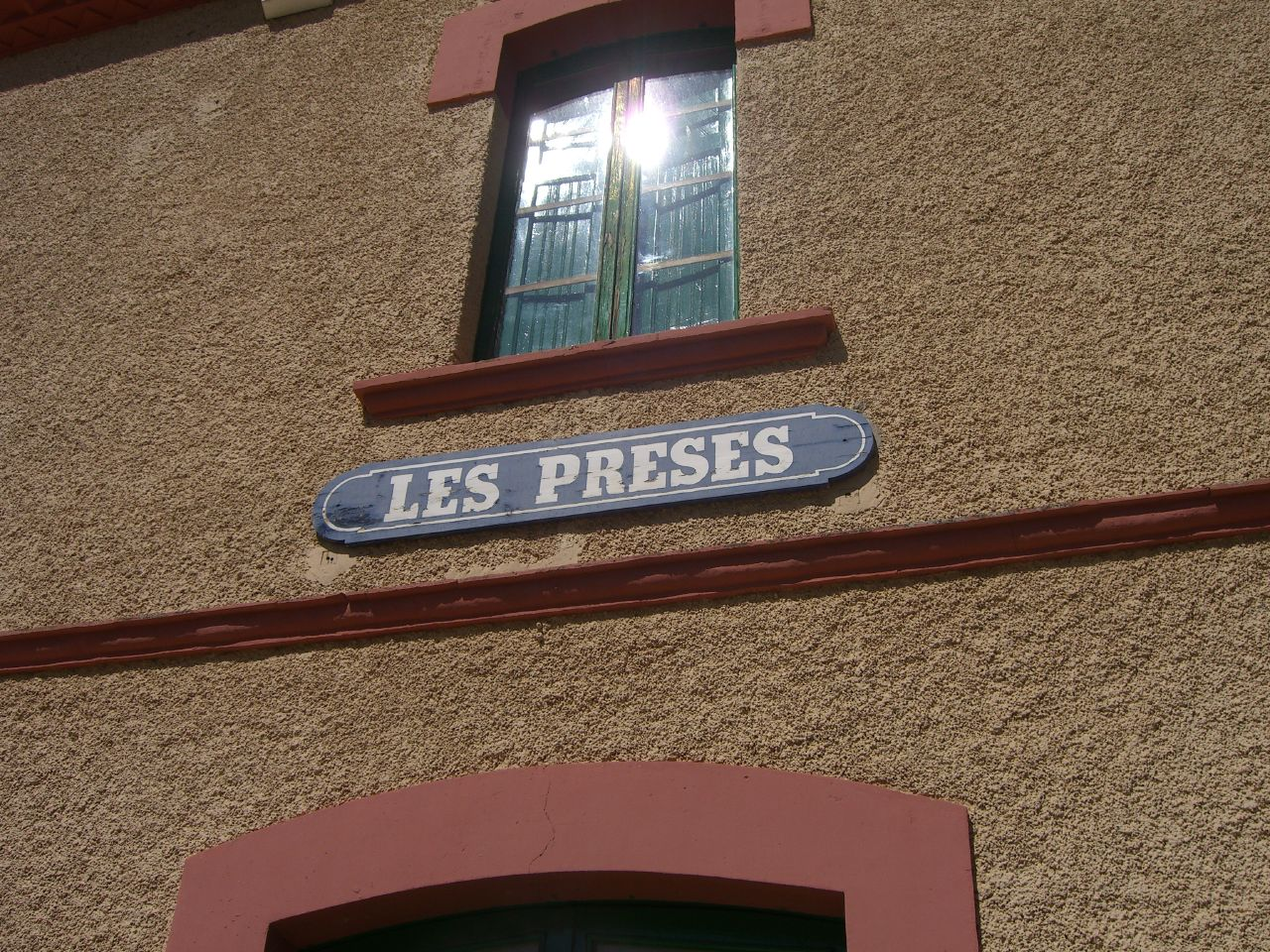
Detall de l'estació de Les Preses

- El 1909 es canvià el domicili de la companyia que passà de Londres a Barcelona i l'empresa passà a Denominar-se Compañia del Ferrocarril de Olot a Gerona[3]
- El 14 de novembre de 1911 s'inaugura l'arribada del tren a Olot.[3]
- El 15 d'octubre de 1963 a causa del dèficit la companyia lliura la línia d'Olot a l'estat, així doncs passa a formar part d'Explotació de Ferrocarrils per l'Estat.[3]

## Associació Amics del Tren Olot-Girona

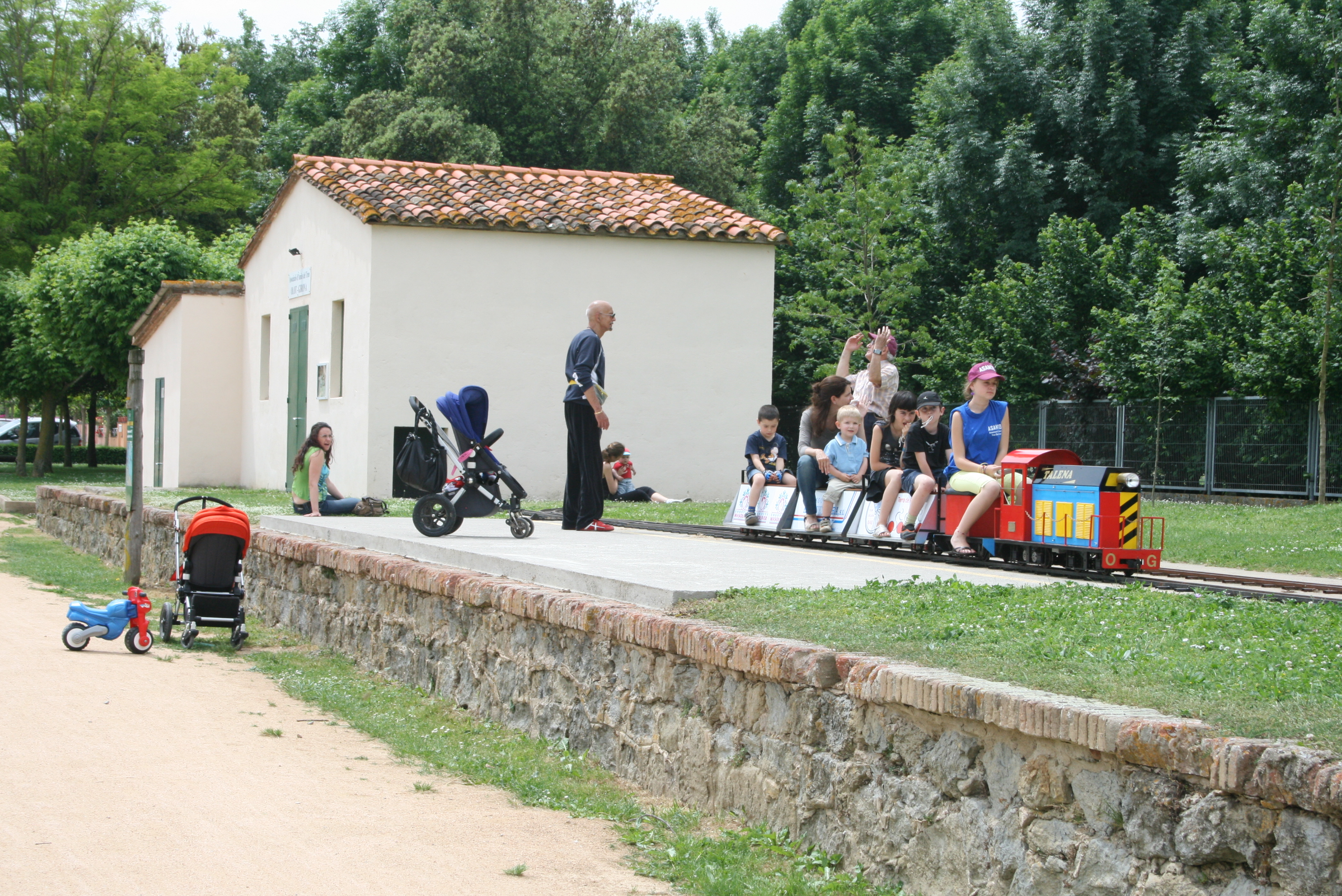
Local social de l'Associació, i tren tripulat

L'Associació Amics del Tren Olot-Girona (ASAMTOG), és una entitat no lucrativa fundada l'any 1999 i que reuneix a persones interessades en els ferrocarrils i, en especial, en l'antic Ferrocarril d'Olot a Girona. Té com a objectius preservar la memòria i fomentar el coneixement del ferrocarril de via estreta que feia el trajecte entre les poblacions d'Olot i Girona, posant a l'abast de les persones estudioses d'aquest tren, la història, imatges, documents, treballs i fonts d'informació. També busca aconseguir la realització del Museu del Tren d'Olot i agrupar persones interessades en el món ferroviari.
L'associació, que forma part de la Federació Catalana d'Amics del Ferrocarril, té en marxa el projecte de construcció de la maqueta de la línia del ferrocarril Olot-Girona, mitjançant mòduls a escala H0m (via mètrica com era en la realitat). Cada any, el mes de juliol, organitza la Mostra de cinema ferroviari de la Vall d'en Bas Un Tren de Cine.
El local social de l'entitat està situat a l'antic magatzem de mercaderies de l'estació de Sant Esteve d'en Bas. Al costat del local social hi ha un circuit de tren tripulat de 5 polzades (galga de 127 mm), que fa un recorregut de 130,40 m pel Parc de l'Estació de Sant Esteve d'en Bas.